# Bruno Rudau
Bruno Rudau (ur. 2 października 1891 w Nowym Dworze Gdańskim, zm. 10 grudnia 1970 w Bad Elster ) – niemiecki nauczyciel, bibliotekarz i badacz historii lokalnej.

## Życiorys

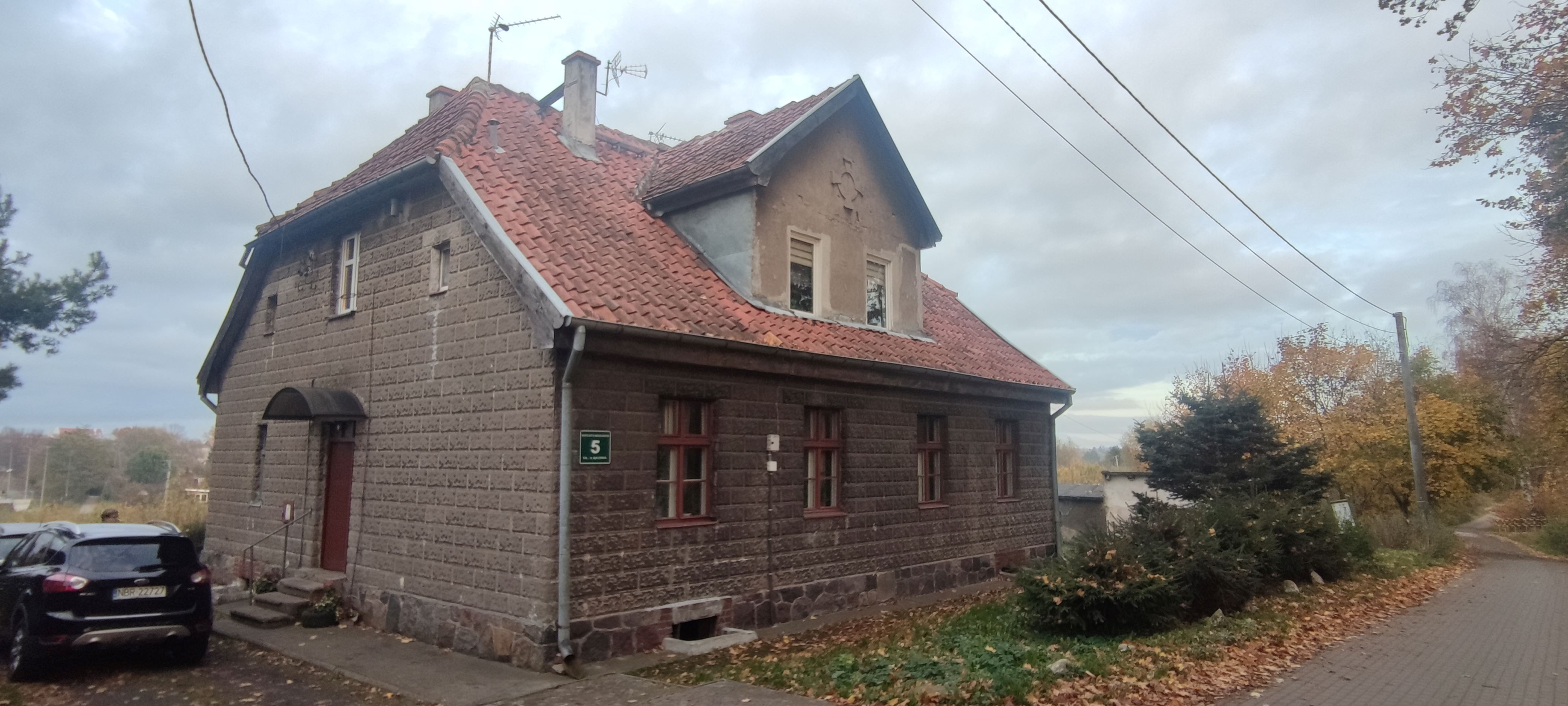
W latach 1935–1945 mieszkał w tym domu przy ul. Łąkowej w Braniewie dr Bruno Rudau z rodziną

Bruno Rudau urodził się w Nowym Dworze Gdańskim w rodzinie Arthura Rudau, miał dwóch starszych braci i młodzą siostrę. Uczęszczał do gimnazjum w Elblągu, które ukończył w 1910 wraz z uzyskaną maturą. Następnie rozpoczął studia na Uniwersytecie w Królewcu, na którym w 1917 w Instytucie Botanicznym obronił pracę doktorską Vergleichende Untersuchungen über die Biologie holzzerstörender Pilze. Brał udział w I wojnie światowej.
30 listopada 1918 zdał egzamin nauczycielski uprawniający do nauczania następujących przedmiotów: chemia, mineralogia, botanika, zoologia geografia.
Po ukończeniu studiów nauczycielskich w 1922 roku został nauczycielem w Liceum im. Heinricha von Plauena w Elblągu. Z dniem 1 października 1935 został mianowany dwunastym i zarazem ostatnim do II wojny światowej dyrektorem gimnazjum w Braniewie. Wkrótce, w 1936, gimnazjum otrzymało imię Hermanna. Pozostawał dyrektorem placówki aż do jej zburzenia wskutek bombardowań lotnictwa Armii Czerwonej w lutym 1945 roku. Rodzina mieszkała w Braniewie przy Kanonenberg 11 (współcześnie ul. Łąkowa). Po II wojnie przebywał na terenie Niemiec w radzieckiej strefie okupacyjnej. W 1950 przeniósł się do Bad Elster, rodzina zamieszkała przy Hagerstraße 18, objął tam posadę bibliotekarza biblioteki naukowej Instytutu Badawczego w Bad Elster. Stał się znany dzięki kilku publikacjom na temat Bad Elster i wyżyny Vogtland.
Po II wojnie światowej był jednym z założycieli nowego muzeum historii kąpieli w Bad Elster, które w wyniku decyzji politycznych zostało następnie zlikwidowane.

## Życie prywatne
15 listopada 1920 zawarł związek małżeński z rodowitą olsztynianką Margarete Janowski (1894–1974). Małżeństwo doczekało się trójki dzieci:
- Klaus, ur. 1926 w Elblągu, został doradcą podatkowym w Hamm
- Dieter, ur. 1928 w Elblągu, studiował medycynę, zm. 1950 w Lipsku
- Dietlind, ur. 1929 w Elblągu, została lekarzem w Lipsku

## Pisma (wybór)
- Bad Elster, Sohl, Radiumbad Brambach, 3., verb. Aufl. 1959; 4., verb. Aufl. 1962; Bad Elster, Bad Brambach, Sohl, 6., verbesserte Aufl. 1968, 7., verbesserte Aufl. 1971, 8. Aufl. 1972, 9. Aufl. 1974, 10. Aufl. 1977.
- Rudolf Riedel, Bruno Rudau: Elstertalsperre (Talsperre Pirk), Oelsnitz · Adorf, Leipzig, VEB Bibliographisches Institut, 1961.
- Die Flussperlmuschel im Vogtland in Vergangenheit und Gegenwart, Plauen, Vogtländisches Kreismuseum, 1961.
- Vogtländische Mineralquellen im Wandel der Zeiten, Plauen, Vogtländisches Kreismuseum, 1964.
- Die Christiane-Eberhardinen-Quelle in Bad Reiboldsgrün. Ein Beitrag zur Erforschung der Heimatgeschichte. In: Kulturspiegel für den Kreis Reichenbach (Vogtland), Reichenbach, 1964, s. 76–78.
- Der Salzbrunnen zu Erlbach. Ein Beitrag zur Erforschung der Heimatgeschichte. In: Kulturbote für den Musikwinkel, Klingenthal : Kulturbund, Kreisleitung Klingenthal, Bd. 11 (1964), 3, s. 11–17.
- Radonbad Brambach in Vergangenheit und Gegenwart. In: Kulturbote für den Musikwinkel, Klingenthal, Kulturbund, Kreisleitung Klingenthal, Bd. 15 (1968), s. 261–265.
- Eine dendrologische Wanderung durch Bad Elster. In: Kulturbote für den Musikwinkel. Programmwegweiser. Klingenthal, Kulturbund, Kreisleitung Klingenthal, Bd. 17 (1970), s. 230–233.